# Nevidno zlo: Drugi svet
Nevidno zlo: Drugi svet (izvirni angleški naslov Resident evil: Afterlife) je 3D znanstveno fantastična akcijska grozljivka iz leta 2010, delo filmskega režiserja in scenarista Paula W. S. Andersona. V filmu igrajo Milla Jovovich, Ali Larter, Kim Coates, Shawn Roberts, Spencer Locke, Boris Kodjoe in Wentworth Miller. Film je drugo delo Andersona iz te filmske serije, s tem ko je posnel tudi prvi del. Film je prvi, ki je bil predvajan v 3D tehniki in četrti iz filmske serije Nevidno zlo (Resident Evil), ki je nastala po Capcomovi seriji grozljivih preživetvenih videoiger po istoimenskem naslovu.
Film sledi Alice, ki išče preživele v Los Angelesu po tem, ko je izbruhnil T-virus. Ko najde skupino preživelih, ti skupaj stopijo nasproti Alberta Weskerja, vodilnega v korporaciji Umbrella. Chris Redfield, ki je glavni junak v video igrah, je bil v tem filmu uprizorjen prvič. Ostali liki, ki so se vrnili iz video iger in filmov so: Claire Redfield, Chrisova sestra, ki je izgubila spomin zaradi dogodkov v prejšnjem filmu, Albert Wesker, glavni negaivec v filmu in Jill Valentine, ki se je pojavila le za kratko.
Maja 2005 so producenti omenili možnost nadaljevanja z naslovom Izbruh, ter četrti del Drugi svet. Izbruh je bil izdan leta 2007, in ker je ta požel velik zaslužek so Drugi svet začeli ustvarjati 2. junija 2008, za katerega sta scenarij napisala Anderson in December. V film so vključili elemente iz video igre Nevidno zlo 5 (Resident Evil 5) iz leta 2009. Film so snemali v Torontu od septembra do decembra 2009, uporabljali so pa 3D Fusion kamero.
Film je bil izdan v 3D kinematografih 10. septembra 2010. S proračunom 60 milijonov $, je zaslužil več ko 60 milijonov $ samo v ZDA in Kanadi. Kasneje je v ostalih državah zaslužil 236 milijonov $ in dokončno po vsem svetu zaslužil več kot 296 milijonov $. S takšnim zaslužkom je Nevidno zlo: Drugi svet postal najbolj dobičkonosen film v filmski seriji. Nevidno zlo: Drugi svet je bil izdan na DVD, Blu-ray in Blu-ray 3D, 28. decembra 2010 v ZDA.

## Vsebina
Alicini kloni (Milla Jovovich) napadejo podjetje Umbrella v Tokiu, kjer pobijejo vse razen Alberta Weskerja (Shawn Roberts), ki pobegne z letalom, vendar se tja vkrca tudi prava Alice. Wesker ji vbrizga antivirus, preden letalo strmoglavi, preživi pa samo Alice.
Mesece kasneje Alice odpotuje z letalom na Aljasko, kjer išče varno zavetje imenovano Arcadia, vendar najde le zapuščena letala. Prav tako jo napade Claire Redfield (Ali Larter). Alice uniči pajku podobno napravo na Clarinem vratu, ki ji je zbrisala spomin in jo ustvarilo agresivno. Skupaj odpotujeta v opustošen Los Angeles, kjer najdeta preživele v zaporu, okrog katerega mrgoli okuženih. Tam spoznata Lutherja Westa (Boris Kodjoe), Wendella (Fulvio Cecere), Crystal Waters (Kacey Barnfield), Bennetta (Kim Coates), Kima Yonga (Norman Yeung), and Angela Ortiza (Sergio Peris-Mencheta). Z njihovo pomočjo pristane na strehi zapora in spozna, da Arcadia ni kraj, temveč velikanska ladja, ki pluje ob obali. Ker se ladja ne premika, tudi ni nobenega odziva na pomoč. Luther predstavi Alice še zadnjega preživelega, zapornika Chrisa (Wentworth Miller), ki trdi da je zaprt po pomoti, in da jim bo pokazal izhod iz zapora, če ga izpustijo. Alice odide v kopalnico pod tuš, vendar najde Wendella, da jo opazuje. Nato ju napade skupina okuženih, ki so si izkopali pot v zapor, ter vzamejo Wendella, ko jih Alice poskuša ubiti.
Obupani izpustijo Chrisa, ki trdi da je Claire njegova sestra, ter da se v zaporu nahaja oklepnik, ki bi ga lahko uporabili za svoj pobeg. Medtem velikanska pošast s sekiro pokuša podreti vrata zapora. Alice, Chris in Cyrstal se odpravijo v klet v orožarno po še več orožja. Medtem zombiji ubijejo Cyrstal, Luther in Claire pa pokušata zadržati vrata. Angel pove Bennetu in Yongu, da ima oklepnik številne napake, za katere bi vzelo tedne da jih popravijo. Bennet ustreli Angela v glavo in se odpravi na Arcadio z Alicinim letalom. Pošast sekiro medtem podre vrata in spusti zombije v zapor. Skupina se odloči, da bood za izhod uporabili predore, ki so jih izkopali zombiji. Yonga pošast s sekiro razpolovi napol, katero Alice in Claire skupaj ubijeta. Lutherja nato zombiji zvlečejo v tunel.
Alice in Redfieldova se vkrcajo na Arcadio, kjer spoznajo da je ladja zapuščena vendar še vedno deluje. Claire, kateri se spomin vrne nazaj, se spomni, da je Arcadia Umbrellina past, da lahko dobi osebke za svoje teste. Nato spustijo preživele, med drugimi tudi K-Mart (Spencer Locke). Alice sledi sledovom krvi globoko v notranjost ladje, kjer najde Weskerja. Slednji ji pove, da se prehranjuje s svečo človeško krvjo kar mu dviguje moč, nato pa skuša pojesti še Alice. Redfieldova ga napadeta, medtem ko Alice obračuna z Bennetom, ki sedaj dela za Weskerja. Wesker zlahka premaga Redfieldova, vendar Alice premaga njega in Benneta. Benneta zaprejo v sobo z Weskerjem, ki ga požre. Wesker pobegne z letalom in sproži bombo na Arcadiji, vendar je Alice pred tem bombe nastavila na letalo, zato to raznese. Ne da bi vedeli, Wesker skoči iz letala, na ladjo pa se vrne Luther, ranjen ampak živ. Alice spremeni Arcadio v pravo zavetišče pred okuženimi in začne širiti sporočila za preživele. Proti Arcadiji medtem letjio vojaška letala podjetja Umbrella.
Po odjavni špici, pokaže na enem izmed letal Jill Valentine (Sienna Guillory), ki je pogrešana že od Nevidnega zla: Apokalipsa (Resident Evil: Apocalypse), narekuje povelje vojakom in nosi enako ogrlico za izgubo spomina, kot jo je nosila Claire.

## Igralci
- Milla Jovovich kot Alice; nekdanja varnostnica v korporaciji Umbrella, ki se je spremenila v izjemno bojevnico potem, ko so o ujeli Umbrellini znantveniki, ko je pobegnila iz Panja in na njej izvajali poskuse. Po izbruhu T-Virusa v Raccoon Cityu, Alice živi v sožitju z virusom na celični ravni, kar ji daje nadčloveške sposobnosti in jo dela neuničljivo.
- Ali Larter kot Claire Redfield; Alicina zaveznica, ki je vodila konvoj preživelih v puščavi v Nevadi, od koder so se odpravljali na Aljasko na varno območje imenovano ''Arcadia'', ki se je izkazalo za past, saj je preživele Umbrella uporabljala za poskusne zajčke. Prav tako je Chrisova mlajša sestra.
- Wentworth Miller kot Chris Redfield; član posebne vojaške ameriške enote in Clairin starejši brat, ki se pridruži Alice in Claire na Arcadii v bitki proti okuženim.
- Shawn Roberts kot Albert Wesker; vodilni mož korporacije Umbrella z nadčloveško močjo, hitrostjo in sposobnostmi okrevanja kot Alice. Je eden izmed njenih največjih sovražnikov.
- Boris Kodjoe kot Luther West; nekdanji profesionalni košarkar, ki vodi skupino preživelih v Los Angelesu.
- Kim Coates kot Bennett Sinclair; nekdanji filmki producent in eden izmed preživelih v Los Angelesu.
- Sergio Peris-Mencheta kot Angel Ortiz, ena izmed preživelih v Los Angelesu.
- Kacey Clarke kot Crystal Waters; mladinska prvakinja v plavanju v njenih srednješolskih časih je prišla v Los Angeles, da bi se zaposlila kot igralka in je ena izmed preživelih.
- Norman Yeung kot Kim Yong; Bennettov nekdanji zaposlen pred izbruhom virusa in je eden izmed preživelih.
- Spencer Locke kot K-Mart; mlado dekle, ki je bilo poimenovano po trgovini v kateri so jo našli, ko se je skrivala. Bila je v Clairinem konvoju v prejšnjem filmu.
- Mika Nakashima kot J-Pop Girl; japonska prva okužena.
- Ray Olubowale kot stvor s sekiro; pošast, ki je bila osnovana po liku iz video igre Nevidno zlo 5 (Resident Evil 5) (znan kot Rabelj)
- Sienna Guillory kot Jill Valentine; nekdanja policistka, ki je v Nevidnem zlu: Apokalipsa (Resident Evil: Apocalypse) pomagala Alice pobegniti iz Raccoon Citya.